# (32981) 1996 VO27
1996 VO27 (asteroide 32981) é um asteroide da cintura principal. Possui uma excentricidade de 0.17619090 e uma inclinação de 1.36106º.
Este asteroide foi descoberto no dia 11 de novembro de 1996 por Spacewatch em Kitt Peak.